# كيت وليامز
كيت وليامز (بالإنجليزية: Kate Williams)‏ هي ممثلة بريطانية، ولدت في 1941 بلندن في المملكة المتحدة.

## وصلات خارجية
- كيت وليامز على موقع IMDb (الإنجليزية)
- كيت وليامز على موقع قاعدة بيانات الفيلم (الإنجليزية)